# 100 kilomètres de Millau
Le 100 km de Millau est une épreuve de course à pied sur route goudronnée appartenant à la famille du grand-fond. C'est le plus vieux 100 kilomètres français ; il se dispute à Millau tous les derniers samedis du mois de septembre depuis 1972,.

## Popularité
Le style libre (la marche est autorisée) et le temps limite de 24 heures attirent  de nombreux participants voulant s'essayer au « cent bornes », a contrario le profil ardu et le cadre en font l'une des plus prestigieuses courses d'ultrafond françaises, surnommée « La Mecque du 100 km ». Depuis 1981, année de la dixième édition, le succès de cette course ne s'est jamais démenti et chaque édition attire environ 1500 coureurs qui terminent dans les délais fixés à 24 heures. Les organisateurs de la course restent attachés à l'esprit d'amateurisme : aucune prime n'est distribuée aux premiers. À la première édition, il y aura 68 participants dont seulement 38 coureurs passeront la ligne d'arrivée. En 1991, la 20e édition enregistre un record avec 3800 partants. 2019 verra sa 48e édition.

## Histoire
Cette course est née en 1972 grâce à Serge Cottereau et Bernard Vidal. L'actuel parcours date de cette époque, avec une première boucle le long du Tarn sur chacune de ses rives, puis un aller-retour jusqu'à Saint-Affrique par delà le col de « Tiergues »,. Au milieu des années 1990, le départ passe de 13 heures à 10 heures.

## Les plus grands vainqueurs de la compétition

### Serge Cottereau
Serge Cottereau est le créateur des 100 km de Millau.
Quadruple vainqueur (1972, 1973, 1974, 1976) de l'épreuve et co-créateur des 100 km de Millau, Serge Cottereau, né le 12 août 1938, est d'abord un spécialiste du demi-fond. Mais il découvre le 100 km en Suisse et décide de faire de même en France car à l'époque les courses sur route étaient peu populaires et ignorées par la Fédération française d'athlétisme. Donc avec le soutien de Bernard Vidal, il organise la première édition des 100 km de Millau en 1972,. En 1982, pour rendre hommage à cette course mythique, il écrira l'ouvrage la belle histoire des 100 km de Millau.

### Jean-Marc Bellocq

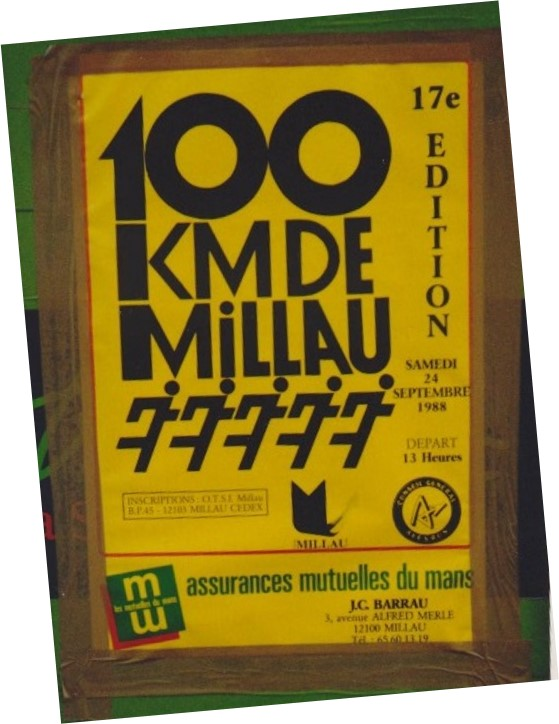
100 km de Millau (1988)

Né le 8 février 1957, Jean-Marc Bellocq, surnommé Monsieur 100 km de Millau, règne sans partage dans le monde du 100 km durant les années 1980. Il établit l'extraordinaire record de 6 h 28 min 31 s sur les 100 km de Millau qu'il remporte huit fois (1980, 1982, 1983, 1986, 1987, 1988, 1989, 1990),. Il établit un record de France sur les 100 km de Val de Somme avec un chrono de 6 h 26 min 13 s qui reste à ce jour la 3e meilleure performance française de tous les temps.

### Christophe Buquet
Christophe Buquet est un triathlète reconverti au 100 km.
Né le 20 mars 1963, Christophe Buquet fut triathlète avant d'être un coureur d'ultrafond. Il est sacré champion de France de triathlon longue distance en 1994. En 1990, il est sacré champion de Normandie de triathlon longue distance et il participe en 1996 à l'ironman d'Hawaï et termine 23e. En 1998, il termine deuxième de l'ironman de Zurich. En 1999, il rentre dans le top 10 de l'ironman d'Hawaï. C'est à partir de 2003 qu'il se reconvertit sur le 100 km et il remporte deux fois les 100 km de Millau (2003, 2004). Il remporte aussi les 100 km de Belvès à quatre reprises.

## Support pour les championnats de France
Les 100 km de Millau ont été 3 fois le support des championnats de France : le 25 septembre 1982, le 29 septembre 1991 et le 28 septembre 2002.

## Anecdotes
- Lors de la 22e édition en 1993, la course est pour la première fois arrêtée à cause d'un orage violent et brutal qui s'abat sur la vallée[7].
- Un coureur mystérieux s'inscrit régulièrement sous une fausse identité ; par la suite, on apprend que c'est le patron du GIGN[7].
- L'ancien animateur vedette de La Chasse aux trésors, Philippe de Dieuleveult, vient à plusieurs reprises courir à Millau avec des cadreurs de France 2 qui le suivent à moto, tout comme Samuel Étienne en 2014, le présentateur de l'édition nationale du 12/13 de France 3[7].
- En 1985, deux coureurs sont classés 1er, Bruno Scelsi et Bernard Rossetti. Ils arrivent ensemble sur la ligne d'arrivée avec le chrono de 7 h 8 min 48 s, mais classés dans des catégories différentes[17].
- En 1991, la course enregistre un record en termes de participation avec 3 800 participants[2].
- En 2017, la ministre des sports Laura Flessel donne le départ des 100 km de Millau avec 2 103 participants[18].

## Médias
Les 100 km de Millau ont droit à un reportage sur Stade 2 en 2005 et sur le journal de TF1 en 2014. La course a droit chaque année à un reportage sur France 3 Midi-Pyrénées et des articles dans le Midi-Libre et le Journal de Millau. En 2016, une pétition est lancée avec l'aide de mesopinions.com à l'intention de L'Équipe et d'Eurosport pour que la course ait droit à une diffusion TV.

## Dopage
Une affaire de dopage est signalée en 2010 avec l'ultrafondeuse Sylvie Boissy qui est disqualifiée en 2011,. Elle s'excuse auprès des organisateurs par un mail : « Je veux juste par ce mail, remettre les choses à plat concernant tout ce qui se dit sur  le contrôle antidopage. Effectivement, j'ai eu une angine blanche la semaine précédente le 100 km, j'ai donc pris du Solupred (cortisone) afin de me soigner et surtout dégonfler mes amygdales. Je l'ai bien sûr signalé au contrôle antidopage, mon erreur est dans le fait que je n'ai pas pris le temps et j'ai oublié de prendre rendez-vous avec le médecin. Je suis donc suspendue six mois, ma victoire de Millau 2010 est annulée, je suis considérée comme une athlète de haut niveau ayant pris de l'EPO ».
En 2011, Sylvie Boissy revient pour participer à l'épreuve féminine et remporte la victoire,.

## Tracé
L'épreuve commence par une boucle de 42,2 km le long du Tarn sur laquelle se dispute en même temps un marathon ; le profil est relativement lisse[Quoi ?], avec quelques légers faux plats sur la première partie et une seconde partie légèrement plus vallonnée. La suite est un aller-retour entre Millau et Saint-Affrique (57,8 km) ; il comporte deux côtes raides (dont le col de Tiergues) à surmonter  dans les deux sens. L'aller-retour passe sous le viaduc de Millau, le plus haut ouvrage de son genre.

Tracé du 100 km de Millau.

Les coureurs chevronnés terminent l'épreuve en 15 à 25 min de plus que pour un 100 kilomètres plat, cet écart pouvant être plus important pour les coureurs moins expérimentés ou préparés à ce profil particulier. Toutefois, le nombre des coureurs, l'ambiance particulière et la deuxième partie sous forme d'aller-retour confèrent à l'épreuve des conditions propices à la performance.

## Statistiques
Statistiques des 100 km de Millau d'après la Deutsche Ultramarathon-Vereinigung (DUV) :
Stéphanie Gicquel détient le record féminin de l'épreuve en 8 h 21 min 33 s depuis 2023 ; Jean-Marc Bellocq détient celui des hommes avec 6 h 28 min 31 s depuis 1990,.

### Meilleurs temps
| Homme              | Année | Temps           |  | Femme                  | Année | Temps           |
| ------------------ | ----- | --------------- |  | ---------------------- | ----- | --------------- |
| Jean-Marc Bellocq  | 1990  | 6 h 28 min 31 s |  | Stéphanie Gicquel      | 2023  | 8 h 21 min 33 s |
| Elvino Gennari     | 1977  | 6 h 51 min 0 s  |  | Brigitte Bec           | 2009  | 8 h 24 min 56 s |
| Burkhard Lennartz  | 1992  | 6 h 57 min 8 s  |  | Monique Exbrayat       | 1987  | 8 h 27 min 46 s |
| Gabriel Noutary    | 2023  | 6 h 58 min 3 s  |  | Karine Herry           | 2002  | 8 h 32 min 52 s |
| Bruno Laroche      | 1993  | 6 h 58 min 41 s |  | Huguette Jouault       | 1991  | 8 h 38 min 8 s  |
| Bernard Gaudin     | 1981  | 6 h 59 min 0 s  |  | Christine Billet-Denis | 2001  | 8 h 38 min 15 s |
| Roland Vuillemenot | 1991  | 7 h 0 min 25 s  |  | Anne-Cécile Fontaine   | 2009  | 8 h 44 min 33 s |

### Athlètes par nombre de victoires
| Homme             | Victoires |  | Femme             | Victoires |
| ----------------- | --------- |  | ----------------- | --------- |
| Jean-Marc Bellocq | 8         |  | Stéphanie Mazouin | 4         |
| Serge Cottereau   | 4         |  | Anny Floris       | 2         |
| Bruno Laroche     | 3         |  | Edith Hodener     | 2         |
| Michaël Boch      | 3         |  | Martine Blandin   | 2         |
| Christian Roig    | 2         |  | Dominique Duval   | 2         |
| Christophe Buquet | 2         |  |                   |           |
| Hervé Seitz       | 4         |  |                   |           |